# Neurigona signifer
Neurigona signifer är en tvåvingeart som beskrevs av Aldrich 1896. Neurigona signifer ingår i släktet Neurigona och familjen styltflugor. Inga underarter finns listade i Catalogue of Life.